# Asaphomorpha fiherenae
Asaphomorpha fiherenae är en skalbaggsart som beskrevs av Marc Lacroix 1989. Asaphomorpha fiherenae ingår i släktet Asaphomorpha och familjen Melolonthidae. Inga underarter finns listade.